# FAVO
Föreskrifter för militär trupps användning av vapen för upprätthållande av allmän ordning m m (FAVO) utgjorde mellan 28 maj 1942 och början av 1970-talet Krigsmaktens (numera Försvarsmakten) regelverk för hur militär skulle användas för att stävja upplopp, som i 1958 års upplaga definierades som "då en folksamling stör allmän ordning genom att ådagalägga uppsåt att, med förenat våld, sätta sig upp mot myndighet eller eljest framtvinga eller hindra viss åtgärd samt underlåter att skingra sig på myndighets befallning".
Enligt FAVO kunde militär användas då civil polis inte var tillgänglig, eller otillräcklig för uppgiften. I normalfallet var det Kungen som beslutade om insats, men i brådskande fall kunde civil myndighet i betydelsen Konungens befallningshavande, landsfogde samt polischefen i orten (eller företrädare därför) tillkalla militär hjälp. Fanns inga sådana tillgängliga var det istället högste militära befäl som fattade beslut i deras ställe.
Oavsett vem som beslutat om insats fick, med undantag av nödvärn, inga vapen brukas innan ordningsstörarna högt och tydligt av civilmyndigheten varnats för att vapen kan användas om de inte skingras. Likaså fick vapen inte heller brukas längre än vad "civilmyndigheten finner sådant vara erforderligt".
Skulle upploppet fortsätta överlämnades ledningen till högste militära befäl för att enligt civilmyndighetens anvisningar stilla upploppet.
Om inga särskilda instruktioner getts, eller omständigheterna framtvingat det, följdes en våldstrappa:
- Muntlig uppmaning/varning, som genom ett kraftfullt och beslutsamt uppträdande skulle lösa situationen utan våld. Fanns stridsvagnar och flygplan tillgängliga skulle de redan nu visas upp i avskräckande syfte.
- Mindre farliga stridsmedel, såsom lös ammunition, rökgranater, brandsprutor (vattenkanoner) och strålkastare.
- Varningsskott med skarp ammunition, med särskild hänsyn till fara för tredje part båda vad gäller genomslag och rickochetter.
- Verkanseld, som första hand riktas mot benen på de närmsta upploppsmakarna men vid behov riktas där det behövs (alltså även dödligt våld).
- Handgranater, men eftersom de medför både risk för den egna truppen och stor blodsspillan enbart om absolut nödvändigt.

Skadade och sårade, särskilt inkluderande deltagarna i upploppet, skulle snarast möjligt och utan tidspillan omhändertas av sjukvårdspersonal.